# Deep Purple: The BBC Sessions 1968-1970
A The BBC Sessions 1968-1970 a Deep Purple együttes válogatásalbuma, amely 2011-ben jelent meg, és a BBC számára 1968 és 1970 között készített felvételeket tartalmaz. Ezek az alternatív változatok többségében megjelentek különböző albumok bónusz dalaiként a kilencvenes évektől kezdve.

## Az album dalai
CD 1 – Mark I (1968-1969)
1. Hush [BBC Top Gear Session, June 1968] - 4.01
2. One More Rainy Day [BBC Top Gear Session, June 1968]  - 2.52
3. Help! [BBC Top Gear Session, June 1968]  - 5.21
4. And the Address [BBC Dave Symonds Show Session, July 1968]  - 2.06
5. Hey Bop a Re Bop [BBC Top Gear Session, February 1969]  - 3.31
6. Emmaretta [BBC Top Gear Session, February 1969]  - 3.07
7. Wring That Neck [BBC Top Gear Session, February 1969]  - 4.42
8. Brian Matthew Interviews Rod Evans [BBC Top Gear Session, February 1969]  - 1.27
9. Hey Joe [BBC Top Gear Session, February 1969]  - 4.02
10. It's All Over [BBC Top Gear Session, February 1969] - 4.14
11. The Painter [Sounds Like - Tony Brandon Show, July 1969] - 2.18
12. Lalena [Sounds Like - Tony Brandon Show, July 1969] - 3.32
13. The Painter [Chris Grant's Tasty Pop Sundae, July 1969] - 2.44
14. I'm So Glad [Chris Grant's Tasty Pop Sundae, July 1969] - 3.12
15. Hush [Chris Grant's Tasty Pop Sundae, July 1969] - 2.28

CD 2 – Mark II (1969-1970)
1. Ricochet [BBC Symonds On Sunday Show Session, August 1969] - 3.07
2. The Bird Has Flown [BBC Symonds On Sunday Show Session, August 1969] - 3.04
3. Speed King [BBC Stuart Henry Noise at Nine Session, November 1969] - 3.25
4. Jam Stew (aka John Stew) [BBC Stuart Henry Noise at Nine Session, November 1969] - 3.56
5. Hard Lovin' Man [BBC Mike Harding's Sounds of the Seventies Session, April 1970) - 4.13
6. Bloodsucker (BBC Mike Harding's Sounds of the Seventies Session, April 1970] - 3.17
7. Living Wreck [BBC Mike Harding's Sounds of the Seventies Session, April 1970] - 2.57
8. Brian Matthew interviews Jon Lord [BBC Transcription Services Session, September 1970] - 1.35
9. Black Night [BBC Transcription Services Session, September 1970] - 3.28
10. Grabsplatter [BBC Transcription Services Session, September 1970] - 4.32
11. Into The Fire [BBC Transcription Services Session, September 1970] - 3.48
12. Child In Time [BBC Transcription Services Session, September 1970] - 10.48

## Közreműködők
Mark I (CD 1)
- Ritchie Blackmore – gitár
- Rod Evans – ének
- Jon Lord – orgona, Billentyűsök, háttérvokál
- Ian Paice – dobok
- Nick Simper – basszusgitár, háttérvokál

Mark II (CD 2)
- Ritchie Blackmore – szólógitár
- Ian Gillan – ének
- Roger Glover – basszusgitár
- Jon Lord – orgona, billentyűsök
- Ian Paice – dobok